# Opérations monétaires sur titres
Les Opérations Monétaires sur Titres, ou OMT (en anglais, Outright Monetary Transactions) sont un programme de la Banque centrale européenne au titre duquel la banque centrale achète directement, sous certaines conditions, des obligations émises par des États membres de l'Eurozone sur les marchés secondaires. Ce programme de rachat, annoncé par la BCE le 6 septembre 2012, est réalisé dans le cadre d'une politique monétaire non conventionnelle. Il succède au Securities Market Program pour alléger les tensions dans le cadre de la crise de la dette dans la zone euro.

## Concept
Le programme OMT est un programme de rachat massif de titres de dette publique dans l'objectif de réduire leurs taux d'intérêt et ainsi réduire le coût du financement public par les États, et, aussi, dans l'objectif de faire sortir des marchés financiers des titres de dette de pays considérés comme risqués (assouplissement qualitatif). La BCE annonce ainsi qu'elle rachètera, sans limitation, des obligations publiques d'une maturité entre un et trois ans. Cela permet de faciliter l'achat de dette de pays en difficultés, qui ont tendance à émettre de la dette de plus court terme (l'Espagne s'est endettée majoritairement à moins de cinq ans lors de la crise de 2008). En cas de défaut, la BCE accepte d'être traitée comme les autres créanciers
Le programme des opérations monétaires sur titres (OMT) est annoncé le 6 septembre 2012 après le vote du Conseil des gouverneurs de la BCE (seul Jens Weidmann représentant de la Bundesbank a voté contre). Il met fin au SMP (« Securities Market Program ») durant lequel la BCE a accumulé 210 milliards d'euros d'obligations souveraines d'États du sud de l'Union Européenne. 
Ce programme vise à racheter les obligations les moins appréciées par le marché, c'est-à-dire en pratique celles de l'Espagne et dans une moindre mesure de l'Italie.
De façon générale, le but du programme est de faire baisser les taux d'intérêt qui pour la BCE incorpore « une composante qui est une prime de risque que l'euro n'éclate dans les deux ou trois ans et que les dettes soient remboursées dans une autre devise ». C'est cette composante évaluée à 100 à 150 points de base pour l'Espagne ou l'Italie que la BCE voudrait supprimer. Il s'agit d'une façon générale de constituer « un rempart efficace contre les risques extrêmes dans la zone euro ».

## Conditions de mise en œuvre
Pour bénéficier de ce mécanisme il faut soit :
- faire appel au MES (ou FESF avant Septembre 2012) et bénéficier d'une aide de cet organisme et donc avoir accepté les conditionnalités afférentes à ces aides[5]. Sur la question des conditionnalités, la BCE a fourni un cadre, mais c'est beaucoup plus  « aux gouvernements eux-mêmes, à l'Union européenne, à la Commission européenne et au FMI de décider de la nature précise de la conditionnalité »[10] ;
- être bénéficiaire d'un programme d'ajustement économique. Dans ce cas, il faut être revenu sur le marché (cas de l'Irlande)[5].

## Controverse
Cette action mise en place par la BCE a donné lieu à une controverse, dans la mesure où elle semblait contrevenir à l'article 123 du traité sur le fonctionnement de l'Union européenne, qui interdit le financement monétaire de la dette publique de la zone euro. Ainsi, plus de 35 000 Allemands ont introduit un recours devant le Tribunal constitutionnel allemand contre le programme. Le 14 janvier 2014, ce tribunal a décidé de poser une question préjudicielle à la Cour de justice de l'Union européenne. 
La Cour de justice de l'Union européenne a rendu son arrêt le 16 juin 2015 (arrêt C-62/14). Elle a estimé que le système européen de banques centrales (SEBC) avait le pouvoir de mettre en place un mécanisme d’opérations monétaires sur titres dans les conditions décrites par le communiqué du conseil des gouverneurs de la Banque centrale européenne des 5 et 6 septembre 2012.
Ce mécanisme consiste à permettre au SEBC d’acheter des obligations émises par les États membres, non pas directement auprès de ces derniers mais, sur les marchés secondaires, auprès des opérateurs ayant déjà acheté ce type d’obligations (cf ci-dessus).
Pour juger qu’il était légal, la Cour a relevé d’abord qu’il entrait dans les attributions du SEBC, puisqu’il relève de la politique monétaire. En effet, il vise à éviter les perturbations créées sur l’Eurosystème par l’incertitude inhérente au surendettement de certains États membres (taux d’intérêt divergents et volatils). Ces perturbations, en partie artificielles car elles étaient fondées sur les primes de risque réclamées aux États les plus endettés en cas d’éclatement de la zone euro, étaient en effet de nature à remettre en cause à la fois l’unité de la politique monétaire et sa transmission au sein de la zone euro (voir points 49, 50 et 55 de l’arrêt ; voir aussi ses points 72 et 73).
La Cour a regardé ensuite le programme comme proportionné à l’objectif poursuivi. De nature, déjà par lui-même, à dissiper les craintes sur l’éclatement de la zone euro et les primes de risque ciblées sur les États les plus endettés, il est limité aux États ayant encore un accès au marché monétaire mais dont la situation réclame un ajustement macroéconomique. En outre, il se concentre sur les obligations dont l’échéance est de moins de trois ans. Le SEBC se réserve aussi la possibilité de revendre à tout moment les obligations acquises (voir points 78, 82, 86, 89 et 91 de l’arrêt).
Une grande difficulté soulignée par la Cour constitutionnelle fédérale allemande résidait dans la compatibilité de ce mécanisme avec l’interdiction d’accorder des crédits aux États membres exprimée par le traité sur le fonctionnement de l’Union européenne (article 123).
La Cour de justice de l'Union européenne a observé que, précisément, le SEBC achète les obligations souveraines ciblées sur le marché obligataire, ce que son statut permet, et non pas lors de l’émission des titres de dettes par les États membres (voir points 95 et 96 de l’arrêt). 
Elle n’ignore pas que cette technique peut avoir un effet équivalent à un mécanisme de crédit dans certaines conditions mais a écarté ce risque en l’occurrence : en effet, les opérateurs n’ont jamais la certitude que le SEBC va procéder à des acquisitions de dettes souveraines, car ces acquisitions sont postérieures à l’émission de ces titres par les États membres et jamais annoncées à l’avance (voir point 106 de l’arrêt).
Les États membres n’ont jamais non plus la garantie que le SEBC, dont l’indépendance à leur égard est soulignée par la Cour, va se livrer à une telle opération. En effet, il l’exclut pour les États dont les finances publiques sont trop dégradées. Les États sont en outre soumis en contrepartie au respect intégral des programmes d’ajustements macroéconomiques et la faculté de revendre leurs obligations souveraines à tout moment constitue une pression supplémentaire sur eux (voir points 116 à 120 de l’arrêt).